# Suchdol nad Lužnicí
Suchdol nad Lužnicí (deutsch Suchenthal, auch Suchental) ist eine Stadt in Tschechien. Sie liegt 16 Kilometer südöstlich von Třeboň und gehört zum Okres Jindřichův Hradec.

## Geographie

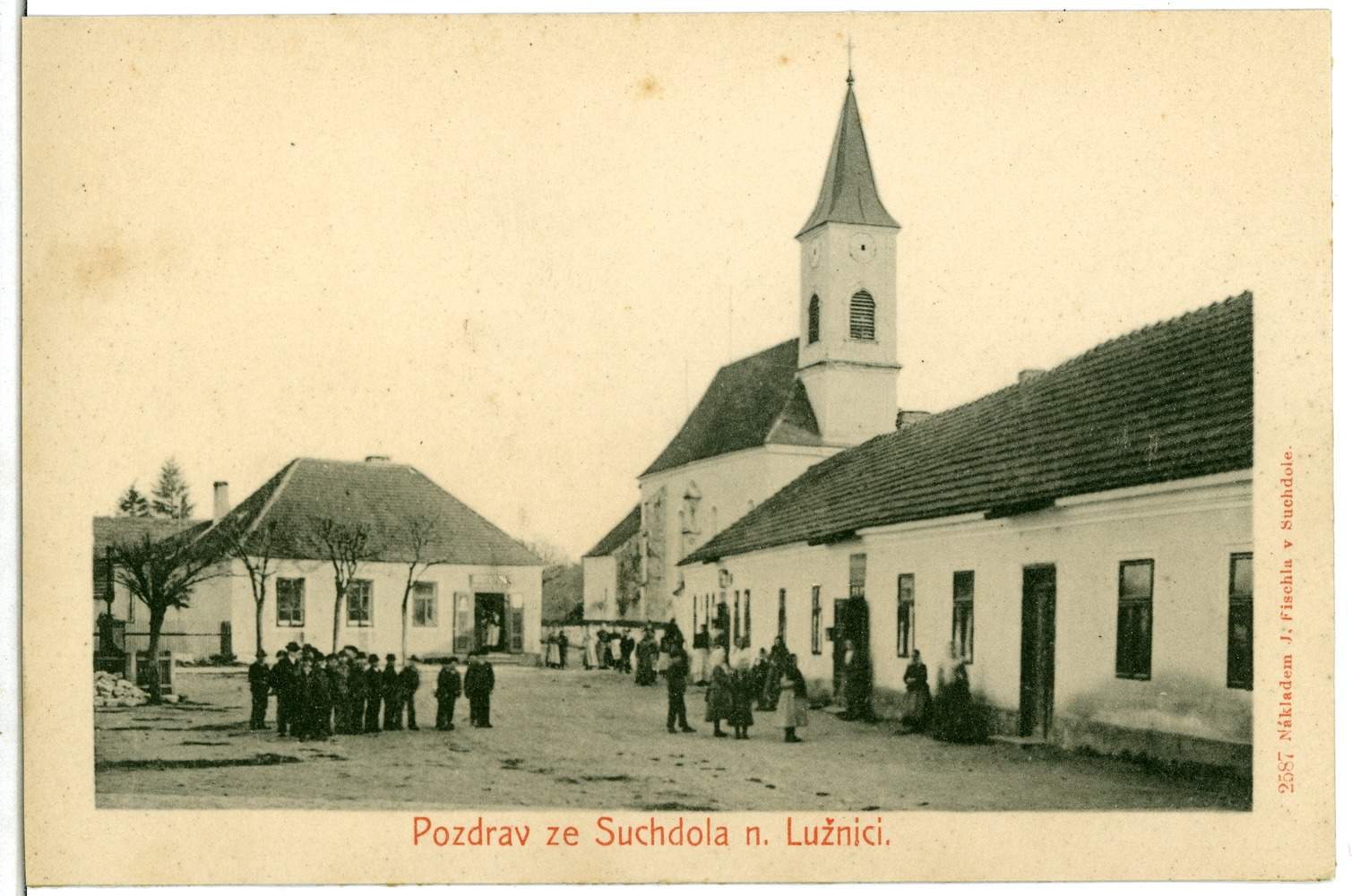
Suchdol (1902)

Suchdol nad Lužnicí befindet sich am linken Ufer der Lainsitz oberhalb des Einmündung der Dračice (Reißbach) auf dem Gebiet des UNESCO-Biosphärenreservates Třeboňsko in der Ebene des Wittingauer Beckens. In der Umgebung der Stadt liegen mehrere Fischteiche, darunter der gegenüber rechts der Lainsitz gelegene große Teich Tušť. Durch Suchdol nad Lužnicí führt die Europastraße 49 und die Eisenbahn von Třeboň nach České Velenice.
Nachbarorte sind Benátky und Majdalena im Norden, Hamr im Nordosten, Klikov, Paříž und Tušť im Osten, Halámky im Südosten, Hrdlořezy im Süden, Tři Facky im Südwesten, Bor und Synochov im Westen sowie Cep im Nordwesten.

## Geschichte
Erstmals urkundlich erwähnt wurde der Ort im Jahre 1362. Suchdol war Teil der Herrschaft Wittingau und gehörte dem Adelsgeschlecht von Landstein. Weitere Besitzer waren die Rosenberger und nach deren Erlöschen die Schwanberger. Nach der Schlacht am Weißen Berg fiel deren beschlagnahmter Besitz an Kaiser Ferdinand II. 1660 erwarb das Haus Schwarzenberg Suchdol. Nach der Ablösung der Patrimonialherrschaften im Jahre 1848 wurde Suchenthal zur selbständigen Gemeinde. In der Mitte des 19. Jahrhunderts erwarb Carl Stölzle senior die Glashütte, die Teil seines Unternehmens Firma Stölzle Glasindustrie wurde. Sein gleichnamiger Sohn Carl Stölzle junior leitete nach dem Tode des Vaters von 1865 bis 1872 den Betrieb in Suchental. 1876 erfolgte die Erhebung zur Marktgemeinde. Am 24. Mai 1945 wurden in der damals noch selbständigen, Gemeinde Schwarzbach (Tušť) 14 Personen nach einer Verhandlung eines "Volksgerichtes" gefoltert und hingerichtet. 1953 wurden zahlreiche angestammte Bewohner zwangsweise ins Innere der Tschechoslowakei umgesiedelt, weil die  kommunistischen Machthaber meinten, das Grenzgebiet vor Spionage und Agenten schützen zu müssen.
Seit dem 14. Dezember 2005 ist Suchdol nad Lužnicí eine Stadt.

## Gemeindegliederung
Die Stadt Suchdol nad Lužnicí besteht aus den Ortsteilen Bor, Františkov (Franzensthal), Hrdlořezy (Böhmschachen, auch Böhmisch Schachen), Klikov (Klikau), Suchdol nad Lužnicí (Suchenthal) und Tušť (Schwarzbach) sowie den Ansiedlungen Benátky (Schmelzhütte), Na Primárně, Nový York (Newyork), Paříž (Paris), Stará Myslivna, Synochov (Sinochhof), Tři Facky, U Klikova und Zajíc (Zajic). Grundsiedlungseinheiten sind Benátky, Bor, Františkov, Hrdlořezy, Klikov, Nový York, Suchdol nad Lužnicí, Tři Facky, Tušť, U Klikova und Zajíc.
Das Gemeindegebiet gliedert sich in die Katastralbezirke Bor, Hrdlořezy u Suchdola nad Lužnicí, Klikov, Suchdol nad Lužnicí und Tušť.

## Persönlichkeiten
- Carl Stölzle senior (1802–1865), österreichischer Unternehmer und Abgeordneter des Landtages von Niederösterreich
- Carl Stölzle junior (1830–1872), österreichischer Unternehmer und Abgeordneter des Landtages von Niederösterreich

## Sehenswürdigkeiten
- Kirche St. Nikolaus, dreischiffiger Bau aus dem Jahre 1363, die Madonnendarstellung des Hauptaltares befindet sich heute in der Aleš-Galerie auf Schloss Hluboká nad Vltavou
- barocke Kapelle des Hl. Johannes von Nepomuk, errichtet 1728